# 排気ブレーキ
排気ブレーキ（はいきブレーキ、英: Exhaust brake、エキゾーストブレーキ）はエンジンブレーキの効果を増加させる補助ブレーキの一種で、ディーゼルエンジン特有の装置である。エキゾーストリターダーとも呼ばれる。貨物自動車など大型自動車のほか、エンジンで走行する鉄道車両に装備しているものがある。

## 概要
排気ブレーキは排気管を閉塞するバルブを設けて排気抵抗（排気圧力）を増やすことでエンジンの回転抵抗を増やし、エンジンブレーキの作用を強化する。長く続く下り勾配ではフットブレーキを多用すると過熱によるフェード現象やベーパーロック現象により制動力が極端に低下することから、フットブレーキの負担を軽減するためにエンジンブレーキが利用されるが、ディーゼルエンジンはガソリンエンジンに比較するとエンジンブレーキが弱く、かつ大型自動車などの車重が大きい車両ではより強いエンジンブレーキが必要とされるため、ディーゼルエンジンを搭載した車重の大きな車両には排気ブレーキが装備される場合がある。
排気圧力はバルブを押さえるばねで制御され、一定以上の圧力を超えるとバルブが開いて排気管下流の消音器側へ排気を逃がす。バルブを作動させる方法には、電気空気式と電気負圧式がある。電気空気式はエアタンクに貯められた圧縮空気と電磁弁を用いてコントロールする方式で、エアコンプレッサーを持つ車両で利用される。電気負圧式はエンジンで回転するバキュームポンプで発生させた負圧と電磁弁を用いる方式で、エアコンプレッサーを持たない比較的排気量の小さい車両に用いられる。

## 自動車用
保安基準上は「減速装置」と定義され、フットブレーキのように車両を停止させることはできない。主に車両総重量3.5トン以上のトラックやバスに用いられる。
日本国内向けの日本車の場合、操作はステアリングコラムの側面（ターンシグナルスイッチの反対側。ワイパースイッチやハザードスイッチと兼用の車種もある。）に設けられたレバーで行い、下に押し下げる（いすゞ、日野、UD（日デ）の旧式車）か、上に引き上げる（ふそう、UDの現行車）ことで作動する。アクセルペダルまたはクラッチペダルを踏むと解除される。欧州車では床にスイッチがあり、右足のかかとで踏んでいる間だけ排気ブレーキが作動するものもある。このスイッチはアクセルペダルから完全に足を離さないと（スロットルを全閉にしないと）操作できない位置にある。フューエルカット機能が無い古い車両は排気ブレーキの作動中にディーゼル排気微粒子 (DEP) を多く排出し、ブレーキ解除時に排気管から黒煙を吹き出した。近年ではほとんどの車両が、アクセルペダルを踏んだ状態で排気ブレーキが作動しないようになっている。
かつては排気ブレーキをはじめとする補助ブレーキの作動時には制動灯が点灯しなかったため、特に高速道路で追突事故の要因の1つになるとも考えられていた。これを受けて運輸省は法改正を検討し、1993年（平成5年）の車両保安基準改正時に、減速率が2.2 m/s/s を超える排気ブレーキの作動時に制動灯を点灯させるよう義務付ける基準を導入した。日本自動車工業会はこの基準改正を受け、排気ブレーキ作動時に制動灯を必ず点灯させる自主対応を行なった。しかし、長い下り勾配で制動灯が常に点灯した状態で走行すると、そこからさらにフットブレーキを使った急制動に移行しても点灯状態に変化がないため、後続車に対する急制動の警告効果が無いとして、現場からは批判もあがった。その後、1999年（平成11年）に日本自動車研究所より補助ブレーキ作動時に制動灯を点灯させることの問題点に関する報告書が提出され、これ以降は排気ブレーキで必ず制動灯が点灯する仕様とはなっておらず、自動車メーカーによって異なる対応をとっている。排気ブレーキの作動を示す赤色以外（緑色など）のランプを装備する例も見られる。
現在は排出ガス規制強化でディーゼル車の過給器付きの小排気量化が世界的な流れとなっており、大排気量エンジンに比べると排気ブレーキの効果を得にくくなり、大型車両等では代わりにリターダを装備する傾向になっている。